# 生命維持治療に関する医師の指示書
生命維持治療に関する医師による指示書（せいめいいじちりょうにかんするいしによるしじしょ、Physician Orders for Life-Sustaining Treatment, POLST、ポルスト）は、米国における終末期医療を改善するためのアプローチであり、医療提供者が重症患者と対話し、医療危機の際に医療従事者が尊重すべき具体的な医療命令を作成することを奨励しているもの。POLSTはDNRオーダーと同様、患者による医療指示であり、インフォームド・コンセントの結果として完成する。

## 概要
POLSTは1991年にオレゴン州で開始され、現在46州で実施されていて、46州のうちいくつかはプログラムを開発中である。全米POLSTパラダイムは「POLSTは万人のためのものではない（not for everyone）」「深刻な病気・虚弱を有する患者のみがPOLSTフォームを持つべきである」としている。POLSTは、積極的安楽死、医師による自殺幇助を認めるものではない。POLSTにより患者は、望まない過度の負担となる医療の提供を避けることができる。
POLST文書は、標準化された携帯可能で明るい色の用紙を用いた1ページの医療命令書であり、終末期に向けて医療提供者と重症または虚弱な患者との間の会話を文書化したものである。POLSTフォームを使用すると、救急医療サービスは、緊急施設に搬送される可能性がある前に、個人が好む治療を提供することができる。
POLSTフォームは医療命令であるため、常に医療専門家によって署名され、州によってはフォームに記載されている本人も署名することができる。POLSTを開始するための現実的なルールとしては、臨床医の診断で患者が1年以内に死亡しても驚かない場合がある。POLSTフォームと事前指示書の違いの1つは、POLSTフォームが地域社会全体で行動できるように設計されていることである。 すぐに認識でき、医師や第一応答者（救急隊員、消防署、警察、救急室、病院、介護施設を含む）が使用できるようになっている。DNI（Do Not Intubate、気管挿管しない）、DNR（Do Not Resuscitate）またはDNAR（Do Not Attempt Resuscitate、蘇生しない）、事前指示書（advance directive）、などの文書と比較すると、POLSTフォームは、重症患者が希望する終末期の治療や介入の種類についてより多くの情報を提供している。
POLSTを支持する正式な決議を可決した組織には、米国弁護士会、および急性期後・長期ケア医療学会（AMDA）がある。POLSTを支持する他の組織には、米国看護協会（ANA）、医学研究所、全米ソーシャルワーカー協会（NASW）、AARP、ホスピスおよび緩和医療の米国アカデミー（AAHPM）、ピュー慈善信託（Pew Charitable Trusts）、および米国カトリック保健協会（CHA）などがある。
POLSTオーダーは、州によっては他の名称でも知られている。生命維持治療のための医療命令（Medical Orders for Life-Sustaining Treatment, MOLST）、治療範囲に関する医療命令（Medical Orders on Scope of Treatment, MOST）、治療範囲に関する医師の命令（Physician's Orders on Scope of Treatment, POST）、患者の好みに応じた移動可能な医師の命令（Transportable Physician Orders for Patient Preferences, TPOPP）などである。

## POLSTとは何か？
POLSTは、事前指示書を介した個人のコミュニケーションの標準化のみに焦点を当てるのではなく、携帯可能な方法でケアプランを介したプロバイダーのコミュニケーションを標準化することで、事前ケア政策における重要なパラダイムの変化を表している。
POLSTのパラダイムでは、本人、代理人（surrogate）、医療提供者が3つの中核的なタスクを達成する必要がある。
- まず、POLSTは、医療専門家と本人（または本人が認めた代理人）との間で、本人の現在の状態に照らし合わせた治療法の選択肢についての会話から始まる[4]。
- 第二に、本人の希望する治療法が医療オーダーに反映され、医療記録の前に、あるいは地域で生活している場合は本人と一緒に、目に見える形で標準化された用紙に記録されることである[4]。

例えば、心肺蘇生法、緊急時に希望する医療介入のレベル（慰安（comfort)のみ、限定的な治療、または完全な治療）、人工栄養および水分補給の使用などである。技術と治療法の選択肢が変化するにつれて、POLSTの形態も進化し続けるだろう。
- 第三に、医療提供者は、患者がある施設から別の施設に移動する際には必ずPOLSTフォームを一緒に持ち歩くことを推奨しており、これにより地域社会全体でのケアの継続性を促進している[4]。

POLSTフォームは、治療環境を超えて移行できるように設計されているため、救急救命士、救急医、看護スタッフなどの医療関係者が容易に利用できるようになっている。 POLSTプログラムは、医療システム全体で患者の希望が尊重されるようにするために、チームワークと調整されたシステムに依存している。研究によると、POLSTフォームは、個人の治療方針の大部分を正確に表しており、終末期に提供される治療法がフォーム上の指示と一致していることが示唆されている。 確立されたPOLSTプログラムは、不要な入院を減らし、患者の終末期の希望を尊重するのに役立つ。
POLSTフォームを記入すべきかどうかを判断するために、臨床医は「この人が来年死んだら驚くだろうか」と自問自答すべきである。患者の予後が1年以下であるという答えであれば、POLSTフォームの記入が適切である。
2006年のコンセンサス報告書の中で、全米品質フォームは、「他の事前指示プログラムと比較して、POLSTは終末期の希望をより正確に伝え、医療従事者のアドヒアランスが高い」と観察している。全米質フォーラムおよびその他の専門家は、POLSTパラダイムの全国的な実施を推奨している。また、POLSTの実施は、最近、全米科学アカデミー医学研究所の報告書 "Dying in America: Improving Quality and Honoring Individual Preferences Near the End of Life "においても推奨されている。この報告書は2014年9月17日に発表された。

## POLSTフォームの内容
POLSTフォームは通常、明るい色の紙に印刷されており、健康状態に応じたオプションが記載されている。POLSTフォームには、一般的に、心肺蘇生（CPR）、医療介入の望ましいレベル、または人工的に投与される栄養を希望するかどうかを決定するためのセクションがある。州によっては、治療を受けている患者に抗生物質を提供するかどうかについての別のセクションがある場合もある。
日本では日本臨床倫理学会により、「日本版POLST（DNAR指示を含む）作成指針」が作成されている。

### 心肺蘇生法（CPR）
ほとんどのフォームの最初のセクションは、心肺蘇生法（CPR）を行うか、CPRを行わないか、蘇生を試みないかの選択肢を示すセクションAである。米国の書式では、CPRの仕様で機械式人工呼吸器、除細動、心肺蘇生が示されている。ある調査によると、CPRに関する個人の判断を尊重する医療提供者の割合が高く、これはPOLSTのフォームに従って提供者の希望を尊重したことを意味している。

### 優先される医療介入
POLSTフォームのセクションBに、医療介入のレベルの選択肢、「慰安措置（comfort measures）」、「限定的な追加治療（limited additional treatment）」、または「完全な治療（full treatment）」が記載されている。このセクションは、患者がまだ脈がある場合、および/または呼吸が残っている場合にのみ適用される。慰安措置は自然死を許容し、本人の苦痛を和らげることのみを目的とする。このチェックボックスを選択することで、患者の院内での移動を希望しないことになる。「限定的な追加治療」には、基本的な医療処置に加えて、慰安処置が含まれる。「完全な治療」は、医療チームが患者を救うために最善を尽くし、あらゆる方法で寿命を延ばすことを認めている。また、このオプションでは、試用期間を希望するかどうかを選択することができる。介護施設の入居者を対象とした研究では、医療チームが人々の希望を尊重し、セクションBの命令に従って治療を行った率が高いことが示されている。

### 人工栄養剤
ここでは、「チューブによる人工栄養を行わない」、「チューブによる人工栄養の試用期間が定められている」、「チューブによる長期の人工栄養を行う」という選択肢が用意されている。噛んで飲み込むことができれば、口から食べ物を摂取することになる。研究によると、経管栄養などの人工栄養を保留する命令は、通常、医療提供者によって実行されることがわかっている。

### 抗生物質
POLSTのほとんどのバージョンでは、抗生物質のオーダーは3つの側面を持っていて、快適性を高めるための使用、静脈内/筋肉内（IV/IM）抗生物質の使用、疾患や感染時の抗生物質の使用である。慰安対策のための抗生物質の使用に関するオーダーは、執行率が高い傾向にあるという研究結果が出ている。しかし、ある研究では、医療提供者が、常に抗生物質を使用しないようにという患者のの希望に従うとは限らないことが示されている。特定のタイプの感染症には、感染症の症状を緩和する他の手段があるため、医師による抗生物質の使用は一般的にPOLSTの影響を受けないようだ。

## POLSTフォームの利用
POLSTフォームのオーダーを実行する前に、医療提供者は意思決定能力のある患者と話し合い、最新の希望を入手する必要がある。このプロセスまたは会話には、患者が意思決定を行う際に十分な情報を得ていることを確認するために、家族や関連する介護提供者を巻き込んでもよい。患者がPOLSTフォームに変更を加えた場合、医療提供者は、その変更が将来の治療計画にどのように影響するかを説明する責任がある。ただし、患者の病状により意思決定ができない場合は、臨床医は既存のPOLSTフォームのオーダーに従わなければならない。

## 事前指示書とPOLSTフォームの違い

### 事前指示書
事前指示書（リビング・ウィル）とは、将来の医療緊急時に個人が自分の希望を医療チームと共有することを可能にする法的文書である。 この文書では、医療チームに協力してもらいたい後見人（「代理人」とも呼ばれる）を指定することで、そのようにしている。 18歳以上の判断力のある（competent)個人が事前指示書に記入することができる。 事前指示書では、医療危機の際にどのような治療を希望するかを記載することができるが、これは医療命令ではない。事前指示書は、医療システムを横断してアクセスできないという意味でポータブルなものではないため、常にこの書式を手元に置いておくことは個人の責任である。このため、場所を特定するのが難しく、必要なときには解釈が必要になることがあるため、課題が生じることがある。事前指示書は健康な個人によって記入されるため、この書式は「リビング・ウィル」とみなされる。

### POLSTフォーム
事前指示書とは異なり、POLSTは患者が終末期になった場合にのみ使用されるべきである。通常、医療提供者は、患者の状態がますます悪化し、患者があと1年生き延びることが困難になると考えられる場合には、POLSTフォームを使用する。 POLSTフォームは、事前指示書に記載されている患者の治療希望を医療命令書に変換するものである。POLSTフォームは、患者の現在の病状に基づいて予測可能な将来の状況下で、医療専門家に明示的な指導を行うものである。POLSTフォームは、事前指示書と比較してより頻繁に見直しが行われ、疾患の進行に応じて治療法が患者の希望に沿ったものになっているかどうかが確認される。
事前指示書に比べて、POLSTフォームを使用する場合は、指定された代理者がいない。 医療代理者を指定するには、事前指示書を使用しなければならない。代理者が設定された後、本人に意思決定を行う精神能力がない場合は、代理者がPOLSTフォーム上で意思決定を行う権限を持つ。 医療専門家は、能力のあるすべての成人が事前指示書を作成することを推奨しているが、POLSTフォームを作成するには事前指示書は必要ない。
最後に、POLSTフォームは事前指示書とは異なり、非常に携帯性に優れている。異なる医療施設間でアクセスできるようにするのは医師の責任である。

## POLST研究の限界
POLSTに関する研究のほとんどは、人口動態の多様性が低いオレゴン州で行われている。 POLSTに関する研究は、主に介護施設で行われている。そのため、地域社会の他の地域でのPOLSTに関するデータは限られている。さらに、POLSTプログラムを実施するための医師のトレーニングは、異なる医療施設全体で一貫していない可能性がある。